# Carolyn Russell
Pour les articles homonymes, voir Russell.
Carolyn Russell, née le 18 mai 1974 à Montréal, est une joueuse professionnelle de squash représentant le Canada. Elle atteint le 40e rang mondial en mars 2007, son meilleur classement. Elle est championne du Canada en 2006. Elle obtient la médaille d'or par équipe aux Jeux panaméricains de 1999 et aux Jeux panaméricains de 2007.
Elle se retire du circuit en avril 2011.

## Palmarès

### Titres
- Championnats du Canada : 2006